# Silo de Cordoue
Le silo de Cordoue, connu aussi sous les noms de silo Carlos Ynzenga ou silo de la Noreña, est un ancien silo à grains bâti en 1951 à Cordoue, en Andalousie dans le Sud de l'Espagne. Il est situé le long des voies du train. Ses dimensions sont de 48 mètres de haut, 57,5 de long et 25 de large, ce qui en fait le bâtiment le plus grand de la ville après la Mosquée-cathédrale . Son style architectural est une fusion entre l'architecture néomudéjare et le style international. En 2015 il a été déclaré Bien d'Intérêt Culturel dans la catégorie de Monument .

## Histoire
La construction du silo de Cordoue a été décidée le 23 août 1937 par Arrêté Constitutif, donné à Burgos, avec la création du Service National du Blé, instrument indispensable pour régler la distribution d'un produit de première nécessité pour la fabrication du pain, très rare pendant la Guerre civile espagnole et les années suivantes .
Dessiné par l'ingénieur agronome Carlos Ynzenga Caramanzana, sa construction a commencé en 1943 comme une mesure contre la faim après la Guerre Civile,. Il a été inauguré le 6 juin 1951 par le dictateur Francisco Franco, étant le premier du Réseau National de Silos à être inauguré officiellement . Il avait une capacité pour 15.000 tonnes et possédait des installations modernes de propreté, sélection et désinfection des céréales. En fonctionnement pendant un demi-siècle, il a accueilli jusqu'à 4.000 travailleurs. Il a été en fonctionnement pendant une cinquantaine d'années.
Le FEGA (Fond Espagnol de Garantie Agraire) a cédé le silo à la Junte d'Andalousie en 1996. Il est actuellement utilisé principalement comme entrepôt du Musée Archéologique et Ethnologique de Cordoue .